# Lista das 100 Mulheres (BBC) do ano de 2014
A lista das 100 Mulheres (BBC) do ano de 2014 premiou 100 mulheres por serem inspiradoras e influentes em diversas áreas. A série examina o papel das mulheres no século XXI e inclui eventos em Londres, no México e no Brasil. Assim que a lista é divulgada, é o começo do que é descrito pelo projeto como a "temporada das mulheres da BBC", com duração de três semanas, que inclui a transmissão, relatórios online, debates e criação de conteúdo jornalístico sobre o tópico das mulheres. A lista 100 Mulheres (BBC) é publicada anualmente desde 2013.
Nesta lista encontra-se Joyce Hilda Banda, 4º presidente do Malawi, sendo a primeira mulher presidente do país e a segunda mulher chefe de estado depois de Elizabeth ll. Banda foi a segunda mulher presidente do continente africano e primeira mulher vice-presidente do seu país. A Forbes nomeou em junho de 2014, a presidente Banda como a 40º mulher mais poderosa do mundo e a mulher mais poderosa da África. Em outubro de 2014, ela foi incluída no BBC's 100 Women.

| Imagem | Nome                        | Nacionalidade                                | Descrição                                                                                        | Referências |
| ------ | --------------------------- | -------------------------------------------- | ------------------------------------------------------------------------------------------------ | ----------- |
|        | Aditi Mittal                | Índia                                        | comediante indiana                                                                               |             |
|        | Alaa Murabit                | Canadá                                       | médica canadense; Direitos da Mulher e ativista da Juventude                                     |             |
|        | Alice Hagan                 | Reino Unido                                  | Técnica na empresa de saúde BTG                                                                  |             |
|        | Alice Powell                | Reino Unido                                  | automobilista britânica                                                                          |             |
|        | Andy Kawa                   | África do Sul                                | empresária e ativista social                                                                     |             |
|        | Anjali Ramachandran         | Reino Unido                                  | Chefe de Inovação em PhD                                                                         |             |
|        | Aowen Jin                   | Reino Unido                                  | artista chinesa                                                                                  |             |
|        | Arabella Dorman             | Reino Unido                                  | artista de guerra britânica e pintora de retratos                                                |             |
|        | Arzu Geybullayeva           | Azerbaijão                                   | colunista, blogger e jornalista do Azerbaijão                                                    |             |
|        | Asma Mansour                | Tunísia                                      | empresária tunisiana                                                                             |             |
|        | Ayesha Mustafa              | Reino Unido                                  | fundadora e diretora da FashionComPassion.co.uk                                                  |             |
|        | Bahia Shehab                | Líbano                                       | artista multidisciplinar, designer, historiadora, diretora criativa, educador e ativista egípcia |             |
|        | Balvinder Saund             | Reino Unido                                  | Presidente da Women's Sikh Alliance                                                              |             |
|        | Belle de Jour               | Estados Unidos                               | ex-garota de programa londrina                                                                   |             |
|        | Betty Lalam                 | Uganda                                       | professora Uganda                                                                                |             |
|        | Boghuma Kabisen Titanji     | Camarões                                     | pesquisadora clínica                                                                             |             |
|        | Brianna Stubbs              | Reino Unido                                  | remadora británica                                                                               |             |
|        | Brie Rogers Lowery          | Reino Unido                                  | ativista política                                                                                |             |
|        | Bushra El-Turk              | Reino Unido                                  | compositora británica                                                                            |             |
|        | Chipo Chung                 | Zimbábue                                     | atriz nascida no Zimbabue                                                                        |             |
|        | Conchita Wurst              | Áustria                                      | personagem cantora e drag queen interpretada pelo cantor austríaco Thomas Neuwirth               |             |
|        | Cora Sherlock               | República da Irlanda                         | ativista pró-vida irlandesa                                                                      |             |
|        | Darshan Karki               | Nepal                                        | editora de peças de opinião no Kathmandu Post Daily, blogueira                                   |             |
|        | Diana Nammi                 | Reino Unido Irão                             | ativista pelos direitos das mulheres                                                             |             |
|        | Divya Sharma                | Índia                                        | estudante de ciências                                                                            |             |
|        | Dwi Rubiyanti Kholifah      | Indonésia                                    | ativista dos direitos da mulher indonésia                                                        |             |
|        | Eleni Antoniadou            | Grécia                                       | cientista grega e empresária                                                                     |             |
|        | Eliza Rebeiro               | Reino Unido                                  | Fundadora do Lives not Knives                                                                    |             |
|        | Emily Kasyoka               | Quénia                                       | pugilista queniana                                                                               |             |
|        | Farah Mohamed               | Estados Unidos                               | Fundadora do Girls 20 Summit                                                                     |             |
|        | Funmi Iyanda                | Nigéria                                      | locutora de rádio nigeriana                                                                      |             |
|        | Hatoon Kadi                 | Arábia Saudita                               | comediante saudita                                                                               |             |
|        | Heather Jackson             | Reino Unido                                  | ativista de negócios da mulher                                                                   |             |
|        | Hind Hobeika                | Líbano                                       | fundadora da Instabeat                                                                           |             |
|        | Irene Li                    | Hong Kong                                    | jornalista cidadã que participou e documentou protestos                                          |             |
|        | Jaya Luintel                | Nepal                                        | jornalista e advogada dos direitos das mulheres                                                  |             |
|        | Jaya Luintel                |                                              | jornalista ♀; 100 Mulheres                                                                       |             |
|        | Jess Butcher                | Reino Unido                                  | Co-fundadora da Blippar                                                                          |             |
|        | Jocelyn Bell Burnell        | Reino Unido                                  | astrofísica britânica                                                                            |             |
|        | Joyce Banda                 | Malawi                                       | 4a presidente do Malawi                                                                          |             |
|        | Judith Webb                 | Reino Unido                                  | primeira mulher a comandar um esquadrão exclusivamente masculino no Reino Unido                  |             |
|        | Justa Canaviri              | Bolívia                                      | apresentadora de televisão boliviana                                                             |             |
|        | Karen Masters               | Reino Unido                                  | académico e professor                                                                            |             |
|        | Kate Shand                  | Reino Unido                                  | Conselheira educacional britânica e empresária                                                   |             |
|        | Kate Smurthwaite            | Reino Unido                                  | comediante britânica                                                                             |             |
|        | Kate Wilson                 | Reino Unido                                  | fundadora da editora de livros infantis independentes Nosycrow                                   |             |
|        | Katherine L. Brown          | Reino Unido                                  | investigadora                                                                                    |             |
|        | Katy Tuncer                 | Reino Unido                                  | Fundadora, Ready Steady Mums                                                                     |             |
|        | Kavita Krishnan             | Índia                                        | política indiana                                                                                 |             |
|        | Khuloud Saba                | Síria                                        | pesquisadora e profissional de saúde pública                                                     |             |
|        | Kim Winser                  | Reino Unido                                  | empresária inglesa                                                                               |             |
|        | Laura Bates                 | Reino Unido                                  | escritora britânica                                                                              |             |
|        | Lesley Yellowlees           | Reino Unido                                  | química britânica                                                                                |             |
|        | Linda Tirado                | Estados Unidos                               | escritora norte-americana                                                                        |             |
|        | Lucy-Anne Holmes            | Reino Unido                                  | autora britânica, atriz e ativista                                                               |             |
|        | Matilda Tristam             | Reino Unido                                  | escritora de quadrinhos                                                                          |             |
|        | May Tha Hla                 | Myanmar                                      | Assistente social de ajuda alimentar                                                             |             |
|        | Michaela Bergman            | Reino Unido                                  | conselheira Chefe de Questões Sociais, Banco Europeu para Reconstrução e Desenvolvimento         |             |
|        | Misty Haith                 | Reino Unido                                  | engenheira de Pesquisa no Imperial College London                                                |             |
|        | Molly Case                  | Reino Unido                                  | estudante de enfermagem e Embaixadora da Mulher do Futuro                                        |             |
|        | Müge İplikçi                | Turquia                                      | jornalista turca                                                                                 |             |
|        | Nicky Moffat                | Reino Unido                                  | oficial do exército britânico                                                                    |             |
|        | Nicola Sturgeon             | Reino Unido                                  | política escocesa, Primeira-Ministra da Escócia                                                  |             |
|        | Nigar Nazar                 | Paquistão                                    | artista paquistanesa                                                                             |             |
|        | Obiageli Ezekwesili         | Nigéria                                      | ativista de direitos humanos e política nigeriana                                                |             |
|        | Park Yeon-mi                | Estados Unidos Coreia do Norte Coreia do Sul | ativista de direitos humanos norte-coreana                                                       |             |
|        | Paula Marcela Moreno Zapata | Colômbia                                     | advogada, política                                                                               |             |
|        | Pinky Lilani                | Reino Unido                                  | ativista dos direitos das mulheres, autora e palestrante                                         |             |
|        | Pontso Mafethe              | Zimbábue                                     | ativista de caridade para profissionais do sexo                                                  |             |
|        | Pınar Öğünç                 | Turquia                                      | jornalista turca                                                                                 |             |
|        | Rainatou Sow                | Guiné                                        | ativista da República da Guiné                                                                   |             |
|        | Rebecca Gomperts            | Reino dos Países Baixos                      | médica radicada em Amsterdã                                                                      |             |
|        | Rubana Huq                  | Paquistão Bangladesh                         | empresária de Bangladesh                                                                         |             |
|        | Ruby Chakravarti            | Índia                                        | ativista indiana                                                                                 |             |
|        | Ruby Wax                    | Estados Unidos                               | atriz e comediante                                                                               |             |
|        | Saadia Zahidi               | Paquistão                                    | economista paquistanesa                                                                          |             |
|        | Sabina Kurgunayeva          | Azerbaijão                                   | jogadora de futebol que também administra seu próprio negócio de aluguel de bicicletas           |             |
|        | Salinee Tavaranan           | Estados Unidos                               | engenheira mecânica                                                                              |             |
|        | Sally Sabry                 | Egito                                        | empreendedora egípcia                                                                            |             |
|        | Sana Saleem                 | Paquistão                                    | jornalista paquistanesa e ativista de direitos humanos                                           |             |
|        | Sandee Pyne                 | Myanmar                                      | diretora executiva da Way Stones Coaching                                                        |             |
|        | Sarah Hesterman             | Estados Unidos                               | ativista de direitos iguais                                                                      |             |
|        | Sarah Khan                  | Paquistão                                    | actriz paquistanesa                                                                              |             |
|        | Sarah Natumanya             | Uganda                                       | educadora                                                                                        |             |
|        | Shappi Khorsandi            | Irão                                         | Comediante britânica                                                                             |             |
|        | Sharmeen Obaid-Chinoy       | Paquistão                                    | cineasta e jornalista paquistanesa                                                               |             |
|        | Shazia Saleem               | Reino Unido                                  | fundadora Ieat Foods                                                                             |             |
|        | Shelina Zahra Janmohamed    | Reino Unido                                  | escritora britânica                                                                              |             |
|        | Smruti Sriram               | Reino Unido                                  | fundadora, Wings of Hope & Achievement Awards                                                    |             |
|        | Sophi Tranchell             | Reino Unido                                  | diretora executiva - Divine Chocolate                                                            |             |
|        | Susana López Charreton      | México                                       | virologista mexicana especializada em rotavirus                                                  |             |
|        | Susie Orbach                | Reino Unido                                  | psicóloga e jornalista egípcia                                                                   |             |
|        | Tehmina Kazi                | Reino Unido                                  | Fundador do One Percent Project, facilitando a doação de sangue                                  |             |
|        | Temie Giwa                  | Nigéria                                      | fundadora do Lifebank, que melhora o acesso a transfusões de sangue na Nigéria                   |             |
|        | Uldus Bakhtiozina           | Rússia                                       | artista russa                                                                                    |             |
|        | Umm Ahmed                   | Iraque                                       | única provedora para sua família                                                                 |             |
|        | Wai Wai Nu                  | Myanmar                                      | ativista de direitos humanos birmanesa                                                           |             |
|        | Xiaolu Guo                  | Reino Unido China                            | Romancista e diretora de cinema chinesa-britânica                                                |             |
|        | Yas Necati                  | Reino Unido                                  | ativista por uma melhor educação sexual                                                          |             |
|        | Yasmin Altwaijri            | Arábia Saudita                               | académica saudita                                                                                |             |
|        | Yolanda Wang Yixuan         | China                                        | ativista dos direitos das mulheres                                                               |             |

∑ 101 items.